# Privat-Antoine Aubouard
Privat-Antoine Aubouard (1874-1934) va ser un militar francès i membre de l'Alta Comissió francesa a Síria i el Líban. Era catòlic romà.
Fou governador de l'Estat del Gran Líban (abril de 1923 a 27 de juny de 1924), tot succeint Albert Trabaud; va ser substituït per Charles Alexis Vandenberg. Va romandre al Líban si bé va anar a Latakia com a governador del Territori dels Alauites el gener de 1925 per suplir interinament Léon Cayla, que havia estat nomenat per ocupar el govern de l'Estat del Líban i encara no tenia substitut, que no fou nomenat fins al setembre següent (el designat fou Ernest Marie Hubert Schoeffler que va tenir un llarg govern de més de 10 anys); al crear-se la república Libanesa uns mesos després, va ser delegat francès en aquesta i va aportar diversos consells sobre la reforma constitucional i la llei electoral; tot i haver nascut a França, el 2 de gener de 1934 va actuar de President interí de la república Libanesa durant quasi un mes, fins al 30 de gener de 1934, entre el grec ortodox Charles Debbas (el primer president de la república Libanesa sota mandat francès de 1926 a 1934) i el president Habib Pacha Es-Saad (el segon president de 1934 a 1936), sent l'únic no libanès que fou president de la república.